# Otto Braun
Otto Braun (Königsberg, actual Kaliningrad, 28 de gener de 1872 - Locarno, Suïssa 15 de desembre de 1955) va ser un polític alemany, dirigent del Partit Socialdemòcrata d'Alemanya (Sozialdemokratische Partei Deutschlands, SPD) durant l'època de la república de Weimar.
Com a ministre president de l'Estat Lliure de Prússia, Braun va tenir un paper destacat en la consolidació de l'anomenat bastió prussià (Bollwerk Preußen) al si de la República de Weimar. Al contrari del que ocorreria en el context de la política en el nou Estat alemany, Braun va aconseguir establir un govern estable i durador a Prússia. Durant el seu mandat, va haver d'escometre la reforma de l'administració pública prussiana en el nou context democràtic.
A vegades anomenat el tsar roig de Prússia, Braun va conjuminar la seua condició de prussià tradicional amb les seues conviccions polítiques socialdemòcrates. Va portar a terme una política radical que va provocar controvèrsies, encara que sempre dins del marc de la legalitat. En els últims anys de la república de Weimar, els plantejaments polítics de Braun van sucumbir davant la dissolució del govern prussià decretada pel canceller federal Franz von Papen el 20 de juliol de 1932. Els intents de Braun de lluitar contra la decisió política no donarien resultat i el l'anomenat "colp prussià" (Preußenschlag) seria un pas decisiu en la destrucció de la república de Weimar i en l'ascens d'Adolf Hitler al poder.

## Obra
- Otto Braun: Von Weimar zu Hitler ("De Weimar a Hitler"). Europa Verlag Zürich, datada el 1940, publicada a la tardor de 1939. Otto Braun va rebre el 1941 un únic pagament de 857 francs suïssos en concepte d'honoraris.